# ノフル＝サン＝マルタン
ノフル＝サン＝マルタン （Neaufles-Saint-Martin）は、フランス、ノルマンディー地域圏、ウール県のコミューン。

## 由来
地名は、855年にNelpha、872年にNialfa、1028年から1033年にNielfamとつづられていたことが証明されている。
ノフル（Neauphle）はフランス北西部は一般的な地名である。アルベール・ドーザとシャルル・ロスタンによって特定された、様々なかたちで表される。イル・ド・フランスではNeauphle、ウール県では Neaufles、かつてのバス＝ノルマンディー地域圏ではNeauphe、マイエンヌ県ではNiaflesである。
Neauflesはゲルマン語の複合体Nivi-alah（新しい小さな寺院）からきている · 。

## 歴史
856年、シャルル2世はヴァイキングからの攻撃に反撃するため組織された王国の要人たちを、ノフルに招集した。城はこの時既におそらく森の中にあったと思われる。
ノフルはレヴリエール川の端にあった。レヴリエール川はエプト川の支流である。レヴリエール川は、911年に結ばれたサン・クレール・シュル・エプト条約によってノルマンディーとフランスの国境に定められた。こうした新しい国境がノフルを防衛組織の戦略的な場所とし、エプト川は徐々に城で覆いつくされた。
1196年、ガイヨン条約が調印され、ジゾールとヴェクサン・フランセがフランス王領に併合された。その後、アンリ4世統治下で城は解体され、ダンジョンを残すのみとなった。いわゆるブランシュ王妃の塔は、フィリップ6世の2度目の王妃で、1398年10月5日にここで没したブランシュ・デヴルーを偲んで名づけられた。
塔は不運にもマザラン宰相時代の1647年に破壊された。宰相は、王権を傷つける可能性のあるすべての要塞の解体を組織していた。現在でも見ることのできる城の遺跡は、高さ約20m、直径約13.60m、厚さ約3mの壁である。言い伝えによれば、この塔はジゾール城と地下でつながっているという。この言い伝えは、12世紀半ばに彫られた石灰岩の『記念碑的十字架』、クロワ・ペルセ（croix percée）がコミューンにあることで裏付けられている。
今日、塔の基礎部分は、仮想の地下研究、そして建築資材用の石の持ち出しによって非常に損傷が進んでいる。私有の牧草地にあるこの塔の出入りは禁止されている。

## 人口統計
2016年時点のコミューンの人口は1261人で、2011年当時の人口より6.14%増加した
| 1962年 | 1968年 | 1975年 | 1982年 | 1990年 | 1999年 | 2006年 | 2016年 |
| ------ | ------ | ------ | ------ | ------ | ------ | ------ | ------ |
| 644    | 604    | 799    | 803    | 931    | 1035   | 1144   | 1261   |

参照元:1962年から1999年までは複数コミューンに住所登録をする者の重複分を除いたもの。それ以降は当該コミューンの人口統計によるもの。1999年までEHESS/Cassini、2006年以降INSEE

## 史跡
- クロワ・ペルセ - 12世紀。歴史的記念物[9]
- 要塞城の遺跡 - 特にブランシュ王妃の塔と呼ばれるダンジョンと、廃墟となった建物跡。歴史的記念物[10][11]
- サン・ピエール教会 - 歴史的記念物[12]
- サン・マルタン教会 - 歴史的記念物[13]

## ゆかりの人物
- ジョルジュ・ダルラン（fr） - フランス系イギリス人。第二次世界大戦中にレジスタンス運動に参加